# José Jovêncio Balestieri
Dom José Jovêncio Balestieri S.D.B. (Massaranduba, 18 de maio de 1939 – Blumenau, 2 de abril de 2023) foi um bispo católico da Diocese de Rio do Sul.

## Biografia
Dom José Jovêncio Balestieri, SDB, nasceu em Massaranduba, na localidade de Alto Guarany Açú, comunidade São Paulo, no dia 18 de maio de 1939. É filho de Angelo Balestieri e de Pierina Nart Balestieri. Seus irmãos: Glória, Cláudio (padre salesiano), Angelina, Hedwiges, os gêmeos Olávio Paschoal e Irmão Orival (salesiano) e Rita Inês.
Foi Batizado no dia 10 de junho de 1939, na sua comunidade natal, onde também recebeu o Sacramento da Crisma de Dom Pio de Freitas, no dia 24 de novembro de 1941, Paróquia do Sagrado Coração de Jesus. Recebeu a Primeira Eucaristia na Paróquia Bom Jesus, em Guaramirim/SC.
Entrou no seminário em 03 de fevereiro de 1951, no Colégio São Paulo, em Ascurra. Terminou o ginásio em 1957, no Seminário em Lavrinhas. Em 1958 fez o ano de Noviciado em Pindamonhangaba. De 1959 a 1961 cursou a faculdade de Filosofia, na Faculdade Salesiana de Filosofia, Ciências e Letras, em Lorena. De 1962 a 1964 fez o Tirocínio (estágio pastoral) no Colégio São Paulo, em Ascurra/SC. Cursou o bacharelado em Teologia Dogmática pela Universidade Pontifícia Salesiana de Roma, em Alto da Lapa/SP, de 1965 a 1968. Era bacharel em Pedagogia pela Faculdade Salesiana de Lorena/SP; licenciado em História, Matemática, Psicologia, Letras e Filosofia pela Faculdade Católica de Filosofia de Bagé/RS. E fez Especialização em Espiritualidade Salesiana, em Roma.
Fez os seus votos perpétuos na Congregação Salesianos de Dom Bosco, em Taquari/RS, na data de 31 de janeiro de 1965. De Dom Ladislau Paz recebeu o ministério da Tonsura, na cidade de Lapa/SP, em 04 de setembro de 1965. Ostiário e Leitor, em 24 de setembro de 1966, de Dom Ernesto de Paula. Em 11 de março de 1967, Exorcista e Acólito, de Dom José Thurler. E do mesmo Bispo, Subdiaconato em 30 de setembro de 1967.
Dom João Batista Costa, SDB, Bispo Emérito de Porto Velho/RO, o ordenou Diácono em 08 de dezembro de 1967, na Igreja do Colégio São Paulo, em Ascurra/SC. Foi ordenado Presbítero no dia 29 de junho de 1968, em São Paulo/SP, na Igreja Sagrado Coração de Jesus, por Dom José Thurler. Escolheu como lema sacerdotal: “Senhor, ajuda-me a dizer SIM!”
Eleito Bispo para a Diocese de Humaitá/AM em 06 de março de 1991, recebeu a Ordenação Episcopal no dia 19 de maio de 1991, em Guaramirim, das mãos de Dom Antônio Possamai, sendo concelebrante Dom Hilário Moser e Dom Gregório Warmeling, sob o lema episcopal “Eis-me aqui! Eu vou!” (Is 6,8). Em 29 de julho de 1998, assumiu como Bispo Coadjutor da Diocese de Rio do Sul/SC, tomando posse como segundo Bispo Diocesano desta Diocese em 30 de agosto de 2000. Em 19 de março de 2008 renunciou por motivo de doença, tornando-se Bispo Emérito de Rio do Sul.
Após um longo período de luta por sua saúde, Dom José partiu para a Casa do Pai em 2 de abril 2023, no Hospital Santa Catarina, em Blumenau/SC. Foi sepultado na Cripta da Catedral.

## Episcopado
- 19 de maio de 1991 - Bispo da Diocese de Humaitá[5]
- 29 de julho de 1998 - Bispo Coadjutor da Diocese de Rio do Sul
- 30 de agosto de 2000 - Bispo de Rio do Sul
- 19 de março de 2008 - Bispo Emérito de Rio do Sul

## Ordenações episcopais
Dom José foi celebrante principal de:
- Dom Franz Josef Meinrad Merkel